# Alejandro M. Sinibaldi

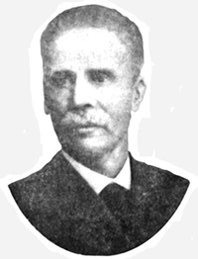
Alejandro M. Sinibaldi

Alejandro M. Sinibaldi (1825 – 1896) foi Presidente interino da Guatemala entre 2 de abril e 5 de abril de 1885, na sequência da morte do seu antecessor, Justo Rufino Barrios.